# Paparazzi (revista)
Revista Paparazzi es una revista de espectáculos argentina, que comenzó su actividad el 8 de noviembre de 2001 de la mano del periodista y posterior director de la misma, Luis Ventura con ayuda del también periodista y conductor de Intrusos en el espectáculo, Jorge Rial.

## Comienzos
En el año 2001 le surgió la idea al periodista y en ese entonces panelista (desde hacía dos años) de Intrusos en el espectáculo, Luis Ventura de crear una revista semanal de espectáculos sobre la farándula argentina, la vida privada y pública de los famosos, veddettes, capocómicos, actores, modelos, cantantes y periodistas del mundo del espectáculo. Junto al conductor del programa, Jorge Rial llevaron a cabo esta idea.
Jorge Rial tiene una sociedad estratégica con Editorial Atlántida, son socios. Ambos tienen un 50% en la Revista Paparazzi (con una tirada promedio de 60.000 ejemplares semanales).

## Revista

### Personal
Editorial:
- Director: Juan Pedro Reca
- Secretario Redacción: Diego Marcos
- Redacción: Noelia Santone, Luciana Elbusto, Ever Correa, Damián Basile y Nora Cohen
- Diagramación: Augusto Santone y Alejandra Bello
- Fotografía: Diego Omar y Carlos González

### Secciones
1. Entrevistas: Se dividen en: entrevistas, actualidad, romances, escándalos y chicas
2. Decí Whisky: Sección de fotografías de eventos ocurridos en la semana. Dentro de la misma se encuentra "El look de la semana", en el cual se puede elegir entre dos personas por el mejor look en una encuesta en la página oficial
3. Dicho al Oído: Se encuentran las novedades exclusivas surgidas de investigaciones realizadas por los periodistas.
4. ¿Será Cierto?: Comentan hechos o rumores que no son oficialmente confirmados
5. Horóscopo: Sección a cargo de la astróloga y exparticipante de Gran Hermano 4, Vanina Gramuglia
6. Notas de la Semana: música (entrevistas realizadas a personalidades de la música), salidas, cine (sección de las nuevas películas), video/dvd (estrenos en DVD) y teatro (publican novedades sobre las obras teatrales, incorporaciones, bajas, nuevos espectáculos y descripciones de los mismos)
7. Cruci Show: Crucigramas con personajes del mundo del espectáculo
8. Humor: Chistes y dibujos

Columnas especiales

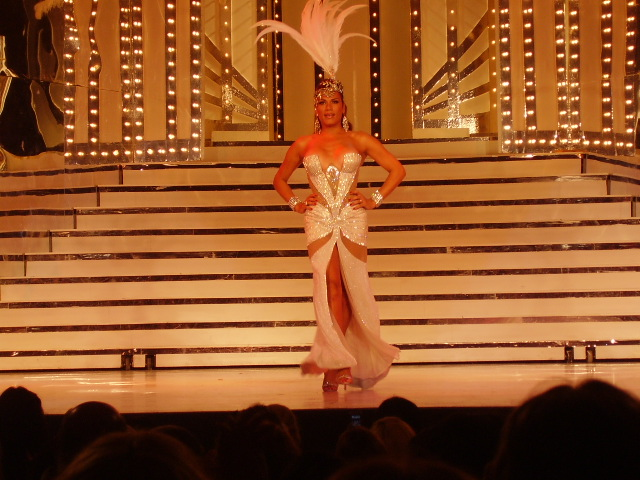
Florencia tiene su propia columna.

1. Florencia de la V: "Nos sacamos las caretas". Desde mediados de 2007 escribe una columna, en la misma la capocómica realiza un análisis de la semana sobre los personajes y escándalos del momento de la farándula local. En el 2008 cumple sus primeras 100 columnas.[2]
2. Jorge Rial: Eventualmente el conductor de Intrusos en el espectáculo y periodista de espectáculos, publica una columna en la primera página, sobre algún personaje, debut de algún programa o aconteciemientos especiales.

## Página web

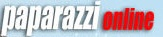
Paparazzi Online.

Desde el 2007 a la fecha se encuentra disponible la página web https://web.archive.org/web/20110925015412/http://www.paparazzirevista.com.ar/revista.php. Todos aquellos visitantes pueden registrarse y recibir novedades y avisos.
Al ingresar a la página se encuentra dividida así:

-Home -Staff -Ayuda -Contactos

-Diosas -Revista -Downloads -La guía -Mira vos -Archivo

### Secciones
1- Home: Se encuentran las secciones: Diosas, Papa-Girl, Revista, Videos, Look de la semana, Encuesta, Caretas y Juegos.
2- Diosas: Ranking (a través de una votación se puede votar de 1 a 5 a las diversas modelos y vedettes que han sido fotografiadas, esta opción está solamente disponible para usuarios); diosas recientes (aparecen las últimas cinco modelos y vedettes entrevistadas con sus respectivas fotografías); entrevistas (aparecen las últimas cuatro mujeres entrevistadas. No incluye su sesión de fotos, solo dos de ellas); fichas (figuran las primeras veinte mujeres del archivo fotografiadas, en orden alfabético, ingresando a cualquiera de ellas se puede observar el historial con fotos y entrevistas. Actualmente se encuentran 75 mujeres en el historial); Papa - Girls (en esta sección aparecen solo dos imágenes de dos mujeres que han enviado sus fotos para convertirse en una chica Paparazzi, sus imágenes pueden ser calificadas por los que ingresan allí); galerías (se encuentran todas las fotografías que son sometidas a votaciones); notas; especiales (se pueden observar las sesiones de fotos especiales en donde hay por ejemplo más de una modelo en la misma, o se trata de representar a alguien).
3- Revista: 
Notas de la semana: se encuentran las tres principales notas de la semana. Se pueden encontrar: entrevistas, actualidad, romances, escándalos y chicas; y Horóscopo: en la web se encuentran detallados los signos zodiacales, con las predicciones semanales que realiza Vanina Gramuglia.
4- Downloads: En la página se pueden descargar imágenes preseleccionadas en forma de calendario y postales con diferentes tamaños y screen savers.
5-  La guía: Notas de la semana sobre: música (pequeñas entrevistas realizadas a personalidades de la música), salidas, cine (sección de las nuevas películas), video/dvd (estrenos en DVD), teatro (novedades sobre las obras teatrales, incorporaciones, bajas, nuevos espectáculos y descripciones de los mismos) y nightpics (los usuarios pueden enviar sus imágenes).
6- Mirá vos: En esta sección se pueden observar las imágenes que han sido enviadas por usuarios que pueden ser sometidas a votación para la papa-girl de la semana. Además incluye la sección Caretas, en donde los usuarios registrados pueden enviar sus fotos con los famosos.
7-  Archivo: Esta sección cuenta con 33 páginas, en cada una de ellas figuran las 12 últimas tapas ordenadas por mes. Se van actualizando y removiendo las más antiguas.
8- A la derecha de la página, aparece la revista que está en venta en la semana en donde se puede ver:
Número de edición, Ver sumario (se pueden visualizar todas las notas y entrevistas que figuran en la última edición), Ver tour virtual (se pueden observar las 12 primeras páginas de la revista), Suscripción a través de RSS, Página oficial de Facebook, Twitter oficial de Facebook, y últimos tuits de los famosos.

## Investigaciones y tapas destacables
2004
- A fines de ese año sale a la venta una revista en donde había una nota sobre la relación entre Luisana Lopilato y Felipe Colombo, una de las imágenes de la nota era una captura de una cámara de seguridad que había en la habitación donde se los veía a los actores manteniendo relaciones sexuales.[3]

2006

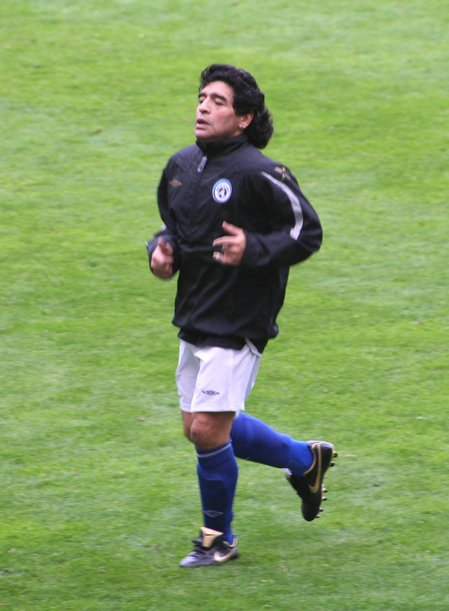
Maradona en 2006. Fue relacionado con Wanda. Con Rial tuvieron una pelea que aún continúa.

- En febrero de ese año, publicaron en la edición n.º 223[4] una nota sobre una supuesta relación entre Diego Maradona y Wanda Nara (quien en ese momento tenía 18 años).[5] Wanda en ese momento era compañera de Beatriz Salomón en la obra Humor en custodia. Según la revista, ambos se habían conocido en una fiesta en donde la modelo desfilaba y ella comentó a Paparazzi que habían mantenido relaciones sexuales.

2007
- Debido al éxito de Gran Hermano 4 decidieron sacar a la venta todas las semanas una tapa con los expulsados, comenzando con las tres primeras eliminadas del reality: Claudia Ciardone, Melisa Durán y Vanina Gramuglia,[6] y continuaron haciéndolo con la edición posterior y eventualmente con GH Famosos debido al bajo índice de audiencia.

2010
- A principios de enero obtuvieron información sobre una supuesta infidelidad de Benjamín Vicuña a Carolina Ardohain, con su compañera de Don Juan y su bella dama (pareja en la ficción), Isabel Macedo. Según la revista, la modelo golpeó a la actriz.[7]
- El 19 de enero sale a la venta la primera tapa del productor de Cocina del show (programa que depende de Showmatch), Pedro Alfonso, la edición fue un éxito en ventas y la misma quedó rápidamente agotada,[8][9] incluso por sobre la de su novia, la modelo Paula Chaves.
- En marzo, la modelo y expareja de Diego Simeone, Carolina Baldini, es fotografiada manteniendo una conversación con un Guardavidas llamado Fabián Orlovsky y la información se filtra rápidamente en los programas de espectáculos.[10] Después de su fama adquirida con las tapas de la Revista Paparazzi en 2011 logra hacerse conocido y comienza una carrera como modelo.[11]
- El 27 de agosto tiene como tapa a Paula Robles, ex de Marcelo Tinelli. El título de la misma era "Paula Robles: El verdadero novio".[12]
- El 16 de septiembre sale a la venta una tapa en donde es fotografiado el actor Luciano Castro junto a Brenda Gandini.[13] El día posterior a la captura de las imágenes, el fotógrafo comenta en Intrusos en el espectáculo que el actor lo había golpeado por tomar las imágenes.
- El 12 de noviembre entrevistan a Maximiliano Oliva, ganador de Cuestión de peso 2007.[14] A pesar de haber ganado, el participante volvió a subir de peso y logró, gracias a la ayuda de la revista y al programa de América Infama, volver al ciclo del 2011 tras una polémica con el nutricionista Alberto Cormillot.

2011
- El 27 de febrero el director de la revista explica que la foto de Luciana Salazar y Martin Redrado "es una recreación de una información exacta", aclarando que era un fotomontaje.[15]
- El tres de marzo obtienen imágenes exclusivas de Nicolas Cabré con Eugenia Tobal.[16]

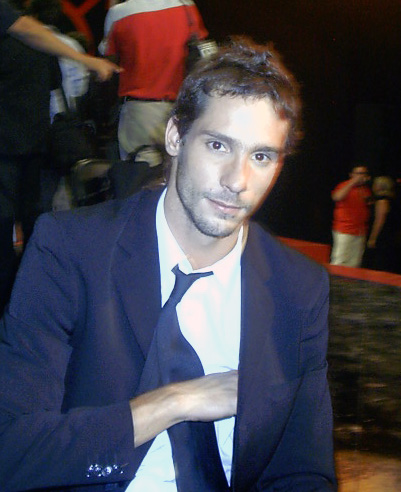
Valenzuela se enteró por Paparazzi y se fue de su casa.

- En abril se publica una tapa polémica sobre la infidelidad de Juana Viale con el exministro de economía (2007-2008) Martín Lousteau. Se instala la polémica durante todo un mes debido al embarazo de la actriz, sumado a la infidelidad cometida a su pareja, el actor chileno Gonzalo Valenzuela.[17][18] Luego de ese suceso la actriz le envía una carta documento a la revista e intenta impedir que salgan tapas en relación con su relación con "Manguera". Finalmente fue tapa de la revista.[19] Semanas después del descubrimiento publicado en la revista, la actriz pierde el embarazo tras ingresar el 25 de mayo a la Clínica Los Arcos. Finalmente los escándalos cesan y los actores se reencuentran.
- El 2 de junio se publican imágenes exclusivas[20] de la boda entre los actores Nicolas Cabré y Eugenia Tobal a pesar de que el actor prohibiera cámaras dentro del salón. Las fotografías son parte de la tapa de esa edición.[21]
- El 9 de junio la revista llega a la edición número 500 y logra tener como tapa a la conductora Susana Giménez.[22]
- El 16 de junio se publica una tapa sobre una supuesta relación entre los actores y compañeros de trabajo Pablo Echarri (en pareja) y Paola Krum (separada de su esposo), en la tapa posterior sale Nancy Duplaá.[23]
- A mediados de agosto publica otra tapa polémica sobre el estado de salud del cantante Luciano Pereyra que permanecía en silencio.[24]
- El 25 de septiembre en Intrusos, Luis Ventura comunicó que tenía en su poder seis cartas de Graciela Alfano a Emilio Massera y las leyó, intentó publicarlas en la revista.[25]
- El 29 de septiembre salió a la venta la tapa que confirmaba la relación entre la modelo argentina y ex conductora de La cocina del Show, Zaira Nara y el tenista Pico Monaco. La relación venía siendo comunicada en todos los canales de TV, pero no se habían visto las imágenes hasta está publicación número 516 de la revista.[26][27][28]
- El 20 de octubre sacaron a la venta una tapa con fotos exclusivas de Carla Peterson y el exministro de economía Martín Lousteau.[29]

## Publicaciones especiales
- En el año 2008, la revista (que se encargó de la edición del libro) junto a Editorial Atlántida sacaron a la venta el libro de la vedette Belén Francese, titulado "Pequeña Belén (no) ilustrada". El libro contaba con la participación en el prólogo del destacado periodista argentino Chiche Gelblung, y comentarios a cargo de Jorge Rial, Luis Ventura, Moria Casán, Nazarena Vélez y su entonces pareja, el productor teatral Luciano Garbellano. El libro contenía cuentos escritos por la vedette durante la temporada teatral de verano, rimas y arrimas.[30][31]